# Yasuaki Kurata
Pour les articles homonymes, voir Kurata.
Yasuaki Kurata (倉田 保昭, Kurata Yasuaki), né le 20 mars 1946, est un acteur japonais spécialisé dans les films d'action. Artiste martial confirmé, il est 7e dan de karaté, 3e de judo et 2e d'aïkido. Il est très connu pour son combat final avec Jet Li dans Fist of Legend (1994) et pour son rôle d'antagoniste dans So Close (2002). Parlant couramment cantonais (la langue de Hong Kong), il a également rencontré Bruce Lee durant sa carrière.

## Biographie
Yasuaki Kurata est originaire du village de Sakura, situé dans le district de Niihari de la préfecture d'Ibaraki (devenu un quartier de Tsukuba). Il étudie le théâtre à l'université Nihon et à l'école de théâtre de la Toei.
En 1966, il commence sa carrière d'acteur dans la série télévisée japonaise Marude Dameo (en). En 1971, il fait ses débuts à Hong Kong avec le film d'arts martiaux Il faut battre le Chinois pendant qu'il est chaud de la Shaw Brothers. Depuis lors, il est apparu dans de nombreux autres films et séries télévisées du même genre.
En plus de son travail d'acteur, Kurata dirige l'agence de cascadeurs Kurata Promotion (créée en 1976 sous le nom de Kurata Action Club), enseigne dans une école privée (université de la création, des arts, de la musique et du travail social), est le conseiller en chef de la ligue nationale japonaise de nunchaku, et a publié un livre en 2004, Hong Kong Action Star Kōyūroku (香港アクションスター交友録). Il dirige également des dojos de karaté à Tokyo, Osaka et Hong Kong.

## Filmographie
| Année | Titre | Type                                 | Rôle                                                    | Pays                     | Notes                                         |
| ----- | --- | ------------------------------------ | ------------------------------------------------------- | ------------------------ | --------------------------------------------- |
| 1966  | Marude Dameo (丸出だめ夫)                                                                                     | Série TV                             |                                                         | Japon                    |                                               |
| 1967  | Ā Dōki Sakura (あゝ同期の桜)                                                                                  | Série TV - Épisode 1                 |                                                         | Japon                    |                                               |
| 1967  | Special Tactical Police (特別機動捜査隊)                                                                      | Série TV - Épisode 292               |                                                         | Japon                    |                                               |
| 1967  | Organized Violence 2 (続・組織暴力)                                                                           | Film                                 |                                                         | Japon                    |                                               |
| 1970  | The Militarists (激動の昭和史 軍閥)                                                                           | Film                                 |                                                         | Japon                    |                                               |
| 1970  | Judo Straight Line (柔道一直線)                                                                               | Série TV - Épisodes 76-77            | Saburō Naruto (鳴門三郎)                                | Japon                    |                                               |
| 1970  | Chūgakusei Gunzō (中学生群像)                                                                                 | Série TV                             |                                                         | Japon                    |                                               |
| 1971  | Haru no Sakamichi (春の坂道)                                                                                  | Série TV - Épisode 37                | Chin Genpin (陳元贇)                                    | Japon                    | Taiga Drama [09] (大河ドラマ)                 |
| 1972  | Il faut battre le Chinois pendant qu'il est chaud (惡客)                                                      | Film                                 | Isamu Katsu (勝勇)                                      | Hong Kong                |                                               |
| 1972  | The King of Boxers (小拳王)                                                                                   | Film                                 | Tu Pien                                                 | Hong Kong                |                                               |
| 1972  | Prodigal Boxer (方世玉)                                                                                       | Film                                 | « Iron Fist » Tan Feijiao (譚飛腳)                      | Hong Kong                | Boxeur prodige [1] (方世玉)                   |
| 1972  | Tiger (爬山虎)                                                                                                | Film                                 | Shih Tien                                               | Taïwan                   |                                               |
| 1972  | Kung Fu, the Invincible Fist (餓虎狂龍)                                                                       | Film                                 | Capitaine Jai Tai                                       | Hong Kong                |                                               |
| 1972  | Four Riders (四騎士)                                                                                          | Film                                 | Lei Tai                                                 | Hong Kong                |                                               |
| 1972  | Kung Fu Inferno (強中手)                                                                                      | Film                                 | Chen Hongwen (陳洪文)                                   | Taïwan                   |                                               |
| 1973  | The Rage of Wind (猛虎下山)                                                                                   | Film                                 | Shirō Katayama (片山四郎)                               | Hong Kong                |                                               |
| 1973  | Knight Errant (英雄本色)                                                                                      | Film                                 | Tetsurō                                                 | Hong Kong                |                                               |
| 1973  | Fist of Unicorn (麒麟掌)                                                                                      | Film                                 | Sun                                                     | Hong Kong                |                                               |
| 1973  | A Gathering of Heroes (趕盡殺絕)                                                                              | Film                                 |                                                         | Hong Kong                |                                               |
| 1973  | Fists of Vengeance (除暴)                                                                                     | Film                                 | Kiro-san                                                | Taïwan                   |                                               |
| 1973  | Unsubdued Furies (怒雙衝冠)                                                                                   | Film                                 |                                                         | Hong Kong                |                                               |
| 1973  | Win Them All (大小通吃)                                                                                       | Film                                 |                                                         | Hong Kong                |                                               |
| 1973  | Seven to One (女英雄飛車奪寶)                                                                                 | Film                                 | Ling Chien                                              | Hong Kong                |                                               |
| 1973  | One by One (死對頭)                                                                                           | Film                                 |                                                         | Taïwan                   |                                               |
| 1973  | Ferocious to Ferocious (alias Flash Challenger) (狼對狼)                                                      | Film                                 | Wang Hongzhang (王洪彰)                                 | Taïwan                   |                                               |
| 1973  | The Flying Tiger (飛虎小霸王)                                                                                 | Film                                 | Tang Sheng (湯生)                                       | Taïwan                   |                                               |
| 1973  | A Girl Called Tigress (雙面女煞星)                                                                            | Film                                 | Chiau Kung                                              | Taïwan                   |                                               |
| 1973  | Black Panther (黑豹)                                                                                          | Film                                 | Chang Hui-Feng                                          | Hong Kong                |                                               |
| 1973  | Gold Snatchers (虎拳)                                                                                         | Film                                 | Fang Ming                                               | Hong Kong                |                                               |
| 1974  | Birdie (バーディー大作戦)                                                                                     | Série TV - Épisodes 1-26             | Dragon (ドラゴン)                                       | Japon                    |                                               |
| 1974  | Fight! Dragon (闘え！ドラゴン)                                                                                | Série TV                             | « Dragon » Ryōma Shiranui ("竜" 不知火竜馬)             | Japon                    |                                               |
| 1974  | Fists for Revenge (大追蹤)                                                                                    | Film                                 | Fan Te                                                  | Taïwan                   |                                               |
| 1974  | L'Indomptable Dragon (兩虎惡鬥)                                                                               | Film                                 |                                                         | Hong Kong                |                                               |
| 1974  | Lady Whirlwind Against the Rangers (大小遊龍)                                                                 | Film                                 | Chang Piao                                              | Hong Kong                |                                               |
| 1974  | The Godfather Squad (香港小教父)                                                                              | Film                                 |                                                         | Hong Kong                |                                               |
| 1974  | The Executioner (直撃！地獄拳)                                                                                | Film                                 | Kurayamada (倉山田)                                     | Japon                    |                                               |
| 1974  | Detective (刑事くん)                                                                                          | Série TV - Épisode 42 de la saison 3 |                                                         | Japon                    |                                               |
| 1974  | Sister Street Fighter: Hanging by a Thread (女必殺拳 危機一発)                                                | Film                                 | Shunsuke Tsubaki (椿俊輔)                               | Japon                    | Sister Street Fighter [2] (女必殺拳)          |
| 1974  | Call Me Dragon (神龍小虎闖江湖)                                                                               | Film                                 | Pao Chi Tao                                             | Hong Kong                |                                               |
| 1975  | The Fighting Dragon (神拳飛龍)                                                                                | Film                                 |                                                         | Hong Kong                |                                               |
| 1975  | Prodigal Boxer 2 (傳奇方世玉)                                                                                 | Film                                 |                                                         | Hong Kong                | Prodigal Boxer [2] (方世玉)                   |
| 1975  | The Golden Triangle (金三角龍虎門)                                                                            | Film                                 | Zhang Jian (張健)                                       | Hong Kong                |                                               |
| 1975  | The Return of the Sister Street Fighter (帰ってきた女必殺拳)                                                  | Film                                 | Takeshi Kurosaki (黒崎剛)                               | Japon                    | Sister Street Fighter [3] (女必殺拳)          |
| 1975  | Mito Komon (水戸黄門)                                                                                         | Série TV - Épisode 10 de la saison 6 | Eisuke Nishijima (西島英輔)                             | Japon                    |                                               |
| 1975  | G-Men '75 (Ｇメン'７5)                                                                                        | Série TV 1975-1979                   | Détective Kusano (草野刑事)                             | Japon                    | G-Men '75 [1] (Ｇメン'７5)                    |
| 1976  | Dragon Princess (必殺女拳士)                                                                                  | Film                                 | Masahiko Okizaki (沖崎政彦)                             | Japon                    |                                               |
| 1976  | Karate vs Tiger (武闘拳 猛虎激殺！)                                                                           | Film                                 | Tetsuji Ryūzaki (竜崎鉄次)                              | Japon                    |                                               |
| 1977  | The Secret of the Shaolin Poles (方世玉大破梅花樁)                                                            | Film                                 | Hong Kong                                               |                          |                                               |
| 1977  | The Mad, the Mean, and the Deadly                                                                             | Film                                 |                                                         | Indonésie                |                                               |
| 1977  | Kochira Katsushika-Ku Kameari Koen Mae Hashutsujo (こちら葛飾区 亀有公園前派出所)                             | Film                                 | Détective Kusano (草野刑事)                             | Japon                    | G-Men '75 [2] (Ｇメン'７5)                    |
| 1978  | Edge of Fury (撈家撈女撈上撈)                                                                                 | Film                                 | Parrain Gam                                             | Hong Kong                |                                               |
| 1978  | Shaolin contre Ninja (alias Shaolin Challenges Ninja) (中華丈夫)                                              | Film                                 | Sanzō Takeno (武野三藏)                                 | Hong Kong                |                                               |
| 1980  | Dōshin Heya Goyō-chō Shin Edo no Kaze (同心部屋御用帳 新・江戸の旋風)                                         | Série TV                             | Ken Tōdō (藤堂拳)                                       | Japon                    |                                               |
| 1980  | Shadow Warriors (服部半蔵 影の軍団)                                                                           | Série TV - Épisode 2                 | Shimotsuge no Ōzaru (下柘植の大猿)                      | Japon                    |                                               |
| 1980  | Sarutobi Sasuke (猿飛佐助)                                                                                    | Série TV                             | Saizō Kirigakure (霧隠才蔵)                             | Japon                    |                                               |
| 1980  | Magnificent 3 (懲罰)                                                                                          | Film                                 |                                                         | Hong Kong                |                                               |
| 1980  | Seed of Evil (孽種)                                                                                           | Film                                 |                                                         | Taïwan                   |                                               |
| 1980  | Innocence (情劫)                                                                                              | Film                                 |                                                         | Hong Kong                |                                               |
| 1980  | Tabigarasu Jikenchō (旅がらす事件帖)                                                                          | Série TV - Épisode 9                 | Ichizō Kitami (北見市蔵)                                | Japon                    |                                               |
| 1980  | Setouchi Satsujin Kairyū Kaeranai Onna (瀬戸内殺人海流 帰らない女)                                            | Téléfilm                             |                                                         | Japon                    | Saturday Wide Theater (土曜ワイド劇場)        |
| 1981  | Eijanaika (ええじゃないか)                                                                                    | Film                                 | Hanjirō Tsukinoki (月野木伴次郎)                        | Japon                    |                                               |
| 1981  | Taiyō ni hoero! (太陽にほえろ!)                                                                               | Série TV - Épisodes 469-470          | Inspecteur Sōma (相馬警部)                              | Japon                    |                                               |
| 1981  | Tokusō Saizensen (特捜最前線)                                                                                 | Série TV - Épisode 226               | Hiroshi Sawaki (沢木弘)                                 | Japon                    |                                               |
| 1981  | Return of the Deadly Blade (alias Shaolin Fighters vs. Ninja) (飛刀・又見飛刀)                                | Film                                 | Le Gagnant solitaire                                    | Hong Kong                |                                               |
| 1981  | Shanghai Massacre (上海灘大爺)                                                                                | Film                                 |                                                         | Hong Kong                |                                               |
| 1981  | Ninja in the Deadly Trap (術士神傳)                                                                           | Film                                 | Jūbei Toda (戸田十兵衛)                                 | Taïwan                   |                                               |
| 1981  | The Legend of the Owl (貓頭鷹)                                                                                | Film                                 | Maître ninja Yasuaki Kurata (忍者之師 倉田保昭)         | Hong Kong                |                                               |
| 1982  | Legend of a Fighter (霍元甲)                                                                                  | Film                                 | Ejūrō Yamaguchi (山口江十郎)                            | Hong Kong                |                                               |
| 1982  | The Ninja Avenger (aka Impossible Woman) (飛簷走壁)                                                           | Film                                 | Garde de Chao                                           | Taiwan                   |                                               |
| 1983  | Kanei Command Performance (寛永御前試合)                                                                      | Téléfilm                             | Seikō Ryū (Banryūken Sagawa) (龍成功（佐川幡竜軒）)     | Japon                    |                                               |
| 1983  | A Life of Ninja (亡命忍者)                                                                                    | Film                                 | Tarō Okada (岡田太郎)                                   | Hong Kong                |                                               |
| 1983  | Tokugawa Ieyasu (徳川家康)                                                                                    | Série TV                             | Kinzō (金蔵)                                            | Japan                    | Taiga Drama [21] (大河ドラマ)                 |
| 1983  | Young Detective (青春はみだし刑事)                                                                            | Série TV                             |                                                         | Japon                    |                                               |
| 1983  | Shōnen wa Mite Ita (少年は見ていた)                                                                           | Téléfilm                             |                                                         | Japon                    | Tuesday Suspense Theater (火曜サスペンス劇場) |
| 1983  | Edo Dragnet (大江戸捜査網)                                                                                    | Série TV - Épisode 621               | Shinzaburō Kuroki (黒木新三郎)                          | Japon                    |                                               |
| 1983  | Crisis (黑玫瑰)                                                                                               | Film                                 |                                                         | Taïwan                   |                                               |
| 1983  | Mad Mission 2 (最佳拍檔大顯神通)                                                                              | Film                                 | Bull (牛牛)                                             | Hong Kong                |                                               |
| 1984  | Seibu Keisatsu Part III 2 Hour Special "Burning Braves" (西部警察 PART-III 2時間スペシャル「燃える勇者たち」) | Série TV, téléfilm spécial           |                                                         | Japon                    |                                               |
| 1984  | Hissatsu Shigoto-nin IV (必殺仕事人IV)                                                                        | Série TV - Épisode 30                | Yaheiji (矢平次)                                        | Japon                    |                                               |
| 1984  | Nagareboshi Sakichi (流れ星佐吉)                                                                              | Série TV - Épisode 22                |                                                         | Japon                    |                                               |
| 1984  | Farewell Seibu Keisatsu: Daimon Dies! Men Forever... (さよなら西部警察 「大門死す! 勇者たちよ永遠に…」)       | Série TV, téléfilm spécial           | Ogata (緒方)                                            | Japon                    |                                               |
| 1984  | The Ninja and the Thief (alais Ninja Thunderbolt) (至尊神偷)                                                  | Film                                 |                                                         | Taïwan                   |                                               |
| 1985  | Le Flic de Hong Kong 2 (夏日福星)                                                                             | Film                                 | Assassin japonais (日本殺手)                            | Hong Kong                |                                               |
| 1985  | The Hangman 4 (ザ・ハングマン4)                                                                               | Série TV - Épisode 21                | Eiji Tashiro (田代英司)                                 | Japon                    |                                               |
| 1985  | Mission Detective The Cop (特命刑事ザ・コップ)                                                                | Série TV - Épisode 12                |                                                         | Japon                    |                                               |
| 1985  | Mishima | Film                                 | Takei (segment Kyoko's House)                           | États-Unis/Japon         |                                               |
| 1986  | The Millionaires' Express (富貴列車)                                                                          | Film                                 | Ninja japonais (日本忍者)                               | Hong Kong                |                                               |
| 1986  | A Book of Heroes (歡樂龍虎榜)                                                                                 | Film                                 | Yamashima (山島)                                        | Taiwan                   |                                               |
| 1986  | Uemura Naomi monogatari                                                                                       | Film                                 | Hirayama (平山)                                         | Japon                    |                                               |
| 1986  | The Seventh Curse (原振俠與衛斯理)                                                                            | Film                                 | Capitaine Ho                                            | Hong Kong                |                                               |
| 1987  | Eastern Condors (東方禿鷹)                                                                                    | Film                                 | Soldat d'élite du général (越南軍官)                    | Hong Kong                |                                               |
| 1988  | Carry On Hotel (金裝大酒店)                                                                                   | Film                                 | Tomohara                                                | Hong Kong                |                                               |
| 1988  | Seven Days’ War (ぼくらの七日間戦争)                                                                          | Film                                 | Atsushi Sakai (酒井敦)                                  | Japon                    |                                               |
| 1989  | Final Fight (aka Bloodfight) (ファイナルファイト 最後の一撃)                                                  | Film                                 | Masahiko Kai (甲斐正彦)                                 | Japon                    |                                               |
| 1989  | Above the War                                                                                                 | Film                                 | Cuisinier                                               | Philippines/Japon        |                                               |
| 1990  | Top Stewardess Story (トップスチュワーデス物語)                                                               | Série TV - Épisode 10                | Passager (乗客)                                         | Japon                    |                                               |
| 1991  | Yakuza Side Story (静かなるドン)                                                                              | Film                                 | Kōshirō Inokubi (猪首硬四郎)                            | Japon                    | Yakuza Side Story [01] (静かなるドン)         |
| 1991  | Zodiac Killers (極道追蹤)                                                                                     | Film                                 | Ishikawa (石川)                                         | Hong Kong                |                                               |
| 1991  | Death Messenger (死神の使者)                                                                                  | Film                                 |                                                         | Japon                    |                                               |
| 1992  | Yakuza Side Story 2 (静かなるドン2)                                                                           | Film                                 | Kōshirō Inokubi (猪首硬四郎)                            | Japon                    | Yakuza Side Story [02] (静かなるドン)         |
| 1992  | Yakuza Side Story 3 (静かなるドン3)                                                                           | Film                                 | Kōshirō Inokubi (猪首硬四郎)                            | Japon                    | Yakuza Side Story [03] (静かなるドン)         |
| 1992  | The Violent Islands (暴力列島 ダーティマネージャック)                                                         | Film                                 |                                                         | Japon                    |                                               |
| 1993  | Yakuza Side Story 4 (静かなるドン4)                                                                           | Film                                 | Kōshirō Inokubi (猪首硬四郎)                            | Japon                    | Yakuza Side Story [04] (静かなるドン)         |
| 1993  | Yakuza Side Story 5 (静かなるドン5)                                                                           | Film                                 | Kōshirō Inokubi (猪首硬四郎)                            | Japon                    | Yakuza Side Story [05] (静かなるドン)         |
| 1993  | My Home Yakuza (となりの凡人組)                                                                               | Film                                 | Heitarō Bonno (凡野平太郎)                              | Japon                    | My Home Yakuza [1] (となりの凡人組)           |
| 1993  | Nakayubi-Hime Oretachadōnaru? (中指姫 俺たちゃどうなる？)                                                     | Film                                 |                                                         | Japon                    |                                               |
| 1994  | Pappakapaa (パッパカパー)                                                                                     | Film                                 |                                                         | Japon                    | Pappakapaa [1] (パッパカパー)                 |
| 1994  | The Fighting King (ザ・格闘王)                                                                                | Film                                 | Munehisa Tachibana (立花宗久)                           | Japon                    |                                               |
| 1994  | My Home Yakuza 2 (となりの凡人組2)                                                                            | Film                                 | Heitarō Bonno (凡野平太郎)                              | Japon                    | My Home Yakuza [2] (となりの凡人組)           |
| 1994  | Pappakapaa 2 (パッパカパー2)                                                                                  | Film                                 |                                                         | Japon                    | Pappakapaa [2] (パッパカパー)                 |
| 1994  | Pappakapaa 3 (パッパカパー3 神様奇跡をありがとう！ 岩手水沢編)                                                | Film                                 |                                                         | Japon                    | Pappakapaa [3] (パッパカパー)                 |
| 1994  | My Home Yakuza 3 (となりの凡人組3)                                                                            | Film                                 | Heitarō Bonno (凡野平太郎)                              | Japon                    | My Home Yakuza [3] (となりの凡人組)           |
| 1994  | Pappakapaa 4 (パッパカパー4 梅は咲いたか，桜はまだか・・・ 山梨 塩山編)                                       | Film                                 |                                                         | Japon                    | Pappakapaa [4] (パッパカパー)                 |
| 1994  | Fist of Legend (精武英雄)                                                                                     | Film                                 | Fumio Funakoshi (船越文夫)                              | Hong Kong                |                                               |
| 1995  | Dark Golfer 2: The Golden Putter (闇ゴルファー2 黄金のパター)                                                 | Film                                 | Jōtarō Tobari (戸張丈太郎)                              | Japon                    |                                               |
| 1995  | Sanshiro 1-2 (1・2の三四郎)                                                                                   | Film                                 |                                                         | Japon                    |                                               |
| 1996  | Kingyo no Fun (金魚のフン)                                                                                    | Série TV                             |                                                         | Japon                    |                                               |
| 1996  | Yakuza Side Story 7 (静かなるドン7)                                                                           | Film                                 | Kōshirō Inokubi (猪首硬四郎)                            | Japon                    | Yakuza Side Story [07] (静かなるドン)         |
| 1996  | Yakuza Side Story 8 (静かなるドン8)                                                                           | Film                                 | Kōshirō Inokubi (猪首硬四郎)                            | Japon                    | Yakuza Side Story [08] (静かなるドン)         |
| 1996  | Yakuza Side Story 9 (静かなるドン9)                                                                           | Film                                 | Kōshirō Inokubi (猪首硬四郎)                            | Japon                    | Yakuza Side Story [09] (静かなるドン)         |
| 1996  | Yakuza Side Story 10 (静かなるドン10)                                                                         | Film                                 | Kōshirō Inokubi (猪首硬四郎)                            | Japon                    | Yakuza Side Story [10] (静かなるドン)         |
| 1998  | Hero of Shanghai (alais Fist of Hero) (中華大丈夫)                                                            | Série TV                             | Jūbei Yokoyama (横山十兵衛)                             | Chine                    |                                               |
| 1998  | Zukkoke Sannin-Gumi Kaito X Monogatari (ズッコケ三人組 怪盗X物語)                                             | Film                                 | Réalisateur Kyokushin-kan (極真館館長)                  | Japon                    |                                               |
| 2000  | Yakuza Side Story: The Movie (静かなるドン THE MOVIE)                                                         | Film                                 | Kōshirō Inokubi (猪首硬四郎)                            | Japon                    | Yakuza Side Story The Movie (静かなるドン)    |
| 2000  | Ginza Midnight Story: Eutopia (銀座ミッドナイトストーリー ゆーとぴあ)                                         | Film                                 |                                                         | Japon                    |                                               |
| 2000  | Four Investigators vs A Band of Gangsters (捜査四課対広域暴力団)                                              | Film                                 |                                                         | Japon                    |                                               |
| 2000  | Conman in Tokyo (中華賭俠)                                                                                    | Film                                 | Tetsuo, le roi des jours en Asie (鐵男, 有亞洲賭俠之王) | Hong Kong                |                                               |
| 2001  | Dark War (暗鬥)                                                                                               | Film                                 |                                                         | Hong Kong                |                                               |
| 2001  | Yakuza Side Story 11 (静かなるドン11)                                                                         | Film                                 | Kōshirō Inokubi (猪首硬四郎)                            | Japon                    | Yakuza Side Story [11] (静かなるドン)         |
| 2001  | Yakuza Side Story 12 (静かなるドン12)                                                                         | Film                                 | Kōshirō Inokubi (猪首硬四郎)                            | Japon                    | Yakuza Side Story [12] (静かなるドン)         |
| 2002  | Samourais | Film                                 | Commissaire Fujiwara Morio                              | France/Espagne/Allemagne |                                               |
| 2002  | So Close (夕陽天使)                                                                                           | Film                                 | Maître (師傅)                                           | Hong Kong                |                                               |
| 2003  | Yellow Dragon (黄龍 イエロードラゴン)                                                                         | Film                                 | Gōzaburō "Gō" Azuma (東郷三郎（ゴウ）)                  | Japon                    |                                               |
| 2003  | Anna in Kungfuland (安娜與武林)                                                                               | Film                                 | Sword Shek (石劍)                                       | Hong Kong                |                                               |
| 2005  | Dragon Get Angry (天煞孤星)                                                                                   | Film                                 |                                                         | Hong Kong                |                                               |
| 2005  | The Royal Swordsmen (天下第一)                                                                                | Série TV                             | Tajima-no-kami Yagyū (柳生但馬守)                       | Chine, Taïwan, Hong Kong |                                               |
| 2006  | GoGo Sentai Bokenger The Movie: The Greatest Precious (轟轟戦隊ボウケンジャー THE MOVIE 最強のプレシャス)     | Film                                 | Kōichi Akashi (明石虹一)                                | Japon                    |                                               |
| 2006  | Master of Thunder (マスター・オブ・サンダー 決戦！！封魔龍虎伝)                                               | Film                                 | Prêtre bouddhiste Santoku (三徳和尚)                    | Japon                    |                                               |
| 2006  | Spirits of the Past (銀色の髪のアギト)                                                                        | Animation                            | Producteur                                              | Japon                    |                                               |
| 2009  | L'Incident de Shinjuku                                                                                        | Film                                 | Tarō Watagawa (渡川太郎)                                | Hong Kong                |                                               |
| 2009  | Blood: The Last Vampire                                                                                       | Film                                 | Takatora Kato                                           | Japon                    |                                               |
| 2010  | Jiu-Jitsu (柔術)                                                                                              | Film                                 |                                                         | Japon                    |                                               |
| 2010  | Legend of the Fist: The Return of Chen Zhen (精武風雲·陳真)                                                   | Film                                 | Tsuyoshi Chikaraishi (力石剛)                           | Hong Kong                |                                               |
| 2011  | Red Tears (レッド・ティアーズ～紅涙)                                                                          | Film                                 | Genjirō Mishima                                         | Japon                    |                                               |
| 2012  | The Last Tycoon (大上海)                                                                                      | Film                                 | Major Nishino (西野少佐)                                | Hong Kong                |                                               |
| 2013  | The Wrath of Vajra (金剛王)                                                                                   | Film                                 | Kawao Amano (天野川雄)                                  | Chine                    |                                               |
| 2013  | Garo: The One Who Shines in the Darkness (牙狼〈GARO〉～闇を照らす者～)                                       | Série TV                             | Sonshi (尊士)                                           | Japon                    |                                               |
| 2014  | Future Fighters                                                                                               | Film                                 | Mikoto                                                  | Hong Kong                |                                               |
| 2015  | Kiri - Profession: Assassin (KIRI「職業・殺し屋。」外伝)                                                      | Film                                 | Saburi (佐分利)                                         | Japon                    |                                               |
| 2017  | The Empty Hands (空手道)                                                                                      | Film                                 | Akira Hirakawa (平川彰)                                 | Hong Kong                |                                               |
| 2017  | The Brink (狂獸)                                                                                              | Film                                 | Blackie                                                 | Hong Kong                |                                               |
| 2017  | God of War (蕩宼風雲)                                                                                         | Film                                 | Commandant Kumasawa (熊澤副將)                          | Chine                    |                                               |
| 2017  | Manhunt (追捕)                                                                                                | Film                                 | Hideo Sakaguchi (坂口秀夫)                              | Chine/Hong Kong          |                                               |
| 2017  | Yasuragi no Sato (やすらぎの郷)                                                                               | Série TV                             | Nasu (那須)                                             | Japon                    |                                               |
| 2017  | Tsubuyaki Sanshirō: Ippon nau (つぶやき三四郎 〜一本なう〜)                                                   | Contenu mobile                       | Jigorō Kuruma (車治五郎)                                | Japon                    |                                               |
| 2018  | Golden Job | Film                                 |                                                         | Hong Kong                |                                               |
| 2019  | Blackfox: Age of the Ninja                                                                                    | Film                                 |                                                         | Japon                    |                                               |